# Fernando Cavaterra
Fernando José Duarte Silva Cavaterra (* 12. Juni 1949 in Sé, Évora, Portugal) ist ein ehemaliger Soldat der portugiesischen Marine mit der Dienstnummer 167 (marinheiro n.º 167 ), der mehrere Jahre auf Timor als verschollen galt.

## Hintergrund
Nach der Nelkenrevolution in Portugal 1974 sollte auch die Portugiesische Kolonie Portugiesisch-Timor auf die Unabhängigkeit vorbereitet werden, doch die União Democrática Timorense (UDT) versuchte am 11. August 1975 mit einem Putsch die Macht in der Kolonie an sich zu reißen. Es kam zum Bürgerkrieg gegen die FRETILIN. Gouverneur Mário Lemos Pires evakuierte bis zum 27. die portugiesische Verwaltung und Soldaten auf die der Kolonialhauptstadt Dili vorgelagerte Insel Atauro. Auch nachdem die FRETILIN den Krieg gewonnen hatte, verweigerte Pires eine Rückkehr nach Dili, weil ihm Anweisungen aus Lissabon fehlten. Am 28. November erklärte die FRETILIN einseitig die Unabhängigkeit Osttimors von Portugal, doch nur neun Tage später landeten indonesische Truppen in Dili. Osttimor wurde von Indonesien annektiert. Gouverneur Pires und seine Leute wurden am 8. Dezember von den portugiesischen Korvetten João Roby und Afonso Cerqueira von seinem Zufluchtsort auf Atauro in Sicherheit gebracht. In Osttimor folgten 24 Jahre Befreiungskrieg, bevor Indonesien 1999 abzog und das Land für drei Jahre unter UN-Verwaltung kam.

## Werdegang
Cavaterra wurde in Évoras Stadtgemeinde Sé der geboren und verbrachte seine Jugend in Pero Pinheiro unter schwierigen und bescheidenen Verhältnissen. 1966 meldete er sich als Freiwilliger zum Dienst in der Marine. 1967 wurde er Schiffsjunge zweiter Klasse (2° Grumete).
Nach seinem Einsatz im Portugiesischen Kolonialkrieg in Niassa (Portugiesisch-Ostafrika) zwischen 1968 und 1971 wurde Cavaterra im Juni 1972 im Rang eines Matrosen (Marinheiro) nach Dili in Portugiesisch-Timor versetzt. Mit ihm zog seine Ehefrau Carmen, die Cavaterra erst zwei Monate zuvor geheiratet hatte, in die südostasiatische Kolonie. Cavaterra erhielt einen Posten als Fernmelder im Marinekommando (Comando da Defesa Marítima)
Dort versah Cavaterra auch in der Nacht auf den 26. August seinen Dienst von ein bis sieben Uhr morgens. Danach fuhr er zu dem drei Kilometer entfernten Haus eines befreundeten Paares in Lahane, in dem Cavaterra und seine Frau lebten. Cavaterra hatte dem Hausbesitzer versprochen, ihn trotz durchwachter Nacht mit einem Kaffeetransporter nach Ermera in den Bergen in Sicherheit zu bringen. Als Cavaterra nach Dili zurückkehrte, war es bereits wieder dunkel. Nach einem kurzen Essen bei einem Freund in Taibesi fuhr er mit seinem Roller zum Marinesender, wo er um ein Uhr in der Nacht wieder seinen Dienst antreten sollte. In der Nähe des Senders versperrten ihm aber zahlreiche timoresische Bewaffnete den Weg. Von ihnen erfuhr Cavaterra, dass die Portugiesen sich bereits vor mehreren Stunden auf die Insel Atauro zurückgezogen hätten. Cavaterra war nun auf sich selbst gestellt. Zwei Wochen später konnte er seine Frau Carmen in einem japanischen Tanker unterbringen, der mehrere Flüchtlinge in das australische Darwin brachte. Von hier aus brachte sie ein Flugzeug zurück nach Lissabon.
Um zu überleben, schloss sich Cavaterra der UDT an. Er hatte bereits zuvor João Viegas Carrascalão, einem ihrer Führer, geholfen, für die Partei ein Kommunikationsnetz aufzubauen. Später bemerkte er, dass die UDT von indonesischen Kräften beeinflusst war. Als klar wurde, dass die FRETILIN den Krieg für sich entscheiden würde, flohen UDT-Kämpfer in Richtung des indonesischen Westtimors, so auch Carrascalão und Cavaterra. Doch vor der Grenze trafen sie auf eine unüberwindbare Feindeslinie. Cavaterra beschloss, zusammen mit Carrascalãos jüngstem Bruder Francisco, dessen Frau und kleiner Tochter und drei weiteren Personen auf dem Seeweg die FRETILIN-Kämpfer zu umgehen. Auf zwei mit Bambusstöcken verbundenen Frachtkähnen paddelten sie von Batugade aus 25 Stunden, bis sie Kalabahi auf der indonesischen Insel Alor erreichten. Es ist eine Ironie des Schicksals, dass in Sichtweite noch immer die portugiesischen Truppen mit dem Gouverneur auf Atauro weilten, wovon Cavaterra aber nichts wusste. Am 8. Dezember, dem Tag der Evakuierung des Gouverneurs von Atauros und damit dem endgültigen Ende der portugiesischen Herrschaft auf Timor, war Cavaterra bereits wieder bei der UDT, die nun mit den Indonesiern kooperierte. Ein Militärflugzeug hatte Cavaterra von Alor nach Atambua in Westtimor geflogen. Von da aus ging es weiter nach Balibo, das bereits vor der offenen Invasion am 7. Dezember in indonesischer Hand war. Hier erhielt Cavaterra den Auftrag, einen Parteisender für die UDT aufzubauen, doch der Beginn des indonesischen Angriffs auf Dili änderte alles.
Mit einem Militärhubschrauber, bei dem unter anderem auch der UDT-Chef Francisco Lopes da Cruz war, wurde Cavaterra nach Kupang, der Hauptstadt des indonesischen Westtimors geflogen. Dort wurde er mit Misshandlungen gezwungen, für die Indonesier Propagandasendungen auf Portugiesisch zu machen als sogenanntes „Radio Dili“. Ein Polizist hatte Mitleid mit Cavaterra und brachte ihn in das Umfeld des indonesischen Gouverneurs von Nusa Tenggara Timur, General El Tari. El Tari nahm den Portugiesen in Schutz. Er versprach, ihn eines Tages wieder nach Portugal zu bringen. Cavaterra wurde El Taris Diener, Chauffeur und Mechaniker. In dieser Zeit konnte Cavaterra auch Manuel Viegas Carrascalão, einen weiteren Bruder Joãos besuchen, der ebenfalls in Kupang gefangen gehalten wurde. Doch 1978 wurde El Tari vergiftet, weil er sich für ein vereintes Timor, unabhängig von Indonesien einsetzte. Cavaterra musste aus Kupang fliehen. Er versteckte sich in Soe und baute dort ein Geschäft für Radioreparaturen auf. Einige Monate später zog er nach Kefamenanu, dann versuchte er Dili über den Seeweg zu erreichen. Aufgrund der Hindernisse gab er den Plan auf und ging zunächst nach Atambua, wo er auf João da Costa Tavares traf, einen Bekannten aus der UDT, der nun indonesischer Administrator des osttimoresischen Bobonaro war. Er brachte Cavaterra nach Maliana, der Hauptstadt Bobonaros. Cavaterra unterschrieb dort nun Quittungen als angeblicher Eigentümer einer Firma, die für die Errichtung des lokalen Stromnetzes verantwortlich war. Der echte Eigentümer war Tavares, der so den öffentlichen Auftrag an sich selber vergeben konnte.
In den 1980ern kehrte Cavaterra nach Dili zurück, wo ihn Manuel Carrascalão nun in seine Dienste nahm. Manuels Bruder Mário Viegas Carrascalão war inzwischen Gouverneur des indonesischen Osttimors. Als 1995 das indonesische Suharto-Regime ins Schwanken geriet, wagte Cavaterra erste Briefe nach Portugal zu schreiben, zunächst über die Diözese Dili. Cavaterra wandte sich auf Anraten von Manuel Carrascalão an die Generaldirektion des öffentlichen Dienstes, die Rentenkasse und den Staatspräsidenten. Alle diese Briefe wurden an die Marine weitergeleitet. Für die Marine galt Cavaterra aber als fahnenflüchtig. Am 7. Juli 1976 wurde Haftbefehl gegen ihn erlassen und am 1. Januar 1990 wurde er unehrenhaft aus dem Dienst entlassen. Die Guarda Nacional Republicana (GNR) fragte jedes Jahr bei seinem alten Vater Asdrubal in Pero Pinheiro nach, ob er wüsste, wo sein Sohn sei. Der Vater glaubte, dieser sei schon lange tot. Im Januar 1991 hatte ein Militärgericht der Marine Fernando Cavaterra vom Vorwurf der Desertion in Abwesenheit freigesprochen. Es könne nicht bewiesen werden, dass Cavaterra vom Abzugsbefehl am 26. August 1975 Kenntnis hatte. Zudem kam der Befehl nur eine halbe Stunde vor der Evakuierung, und Cavaterra war es zu diesem Zeitpunkt auch nicht möglich, eigenständig nach Atauro zu gelangen. Trotzdem wurden ihm nun jegliche Hilfen und Rentenansprüche verwehrt. Cavaterra musste weiter in Osttimor ausharren.
Am 30. August 1999 stimmten die Osttimoresen in einem von den Vereinten Nationen durchgeführten Referendum für die Unabhängigkeit von Indonesien. Bereits zuvor hatten pro-indonesische Milizen damit begonnen, die Bevölkerung zu terrorisieren. Am 17. April stürmten sie das Haus von Manuel Carrascalão und töteten mehrere Menschen, darunter Manuels Sohn Manelito (siehe auch: Massaker im Haus von Manuel Carrascalão). Cavaterra entkam nur knapp, weil er kurz zuvor das Haus verlassen hatte.
Cavaterras Frau Carmen war nach ihrer Flucht von Timor und körperlichen Misshandlungen durch andere Flüchtlinge auf dem Tanker gesundheitlich schwer angeschlagen in Lissabon angekommen. Nach einem Krankenhausaufenthalt zog sie in das Haus ihrer Eltern in Lugar da Estrada in Régua, wo sie seitdem lebte. 1976 erhielt Carmen einen Brief von der Marine, dass sie alle ihr zustehenden Privilegien verloren habe, weil ihr Mann desertiert sei. Die folgenden Jahre versuchte sie erfolglos etwas über das Schicksal ihres Mannes herauszufinden. Erst als sie 1993 an Krebs erkrankte, gab sie auf. Die Briefe, die unbeantwortet aus Timor bei ihr wieder ankamen, verbrannte sie zwei Jahre später. Im Radio hörte sie nun 1999 erstmals, dass unter den Toten des Massakers im Hause von Manuel Carrascalão auch ein Portugiese namens Fernando Cavaterra sein könnte. Sie setzte sich mit dem Fernsehsender SIC in Verbindung, um weitere Informationen zu erhalten und erfuhr, dass Cavaterra überlebt hatte und die Familie von Manuel Carrascalão sich nun im „Schutz“ des Generalkommandos der Polizei in Dili befand. Es kam zu einem ersten, kurzen Telefongespräch mit ihrem Mann, 24 Jahre nachdem sie sich verabschiedet hatten. Im Juni 1999 kehrte Fernando Cavaterra nach Portugal und zu seiner Frau zurück. Nach einer notwendigen medizinischen Behandlung versuchte er die Marine auf Entschädigung, Wiedereinsetzung in seine alte Position und Nachzahlung des entgangenen Solds zu verklagen. Cavaterra lebte nun arbeitslos von der Sozialhilfe. Manuel Carrascalão nannte dies eine Ungerechtigkeit, da alle ehemaligen portugiesischen Beamten, die auf Timor geblieben waren, ihre Pension erhalten würden. Carrascalão sagte, er selber habe versucht, mit den portugiesischen Behörden in Kontakt zu treten, sei aber nicht durchgedrungen.
Der Rechtsstreit lief bis 2008. Am 13. Februar fiel das endgültige Urteil durch das Oberste Verwaltungsgericht. Das Gericht erkannte an, dass Cavaterra nur versteckt auf Timor leben und daher nicht mit der Marine in Verbindung treten konnte. Allerdings konnte Cavaterra nicht glaubhaft belegen, dass er die gesamte Zeit bis 1995 keine Möglichkeit gehabt habe, in Kontakt mit der Marine zu treten. Spätestens in seiner Zeit als Angestellter von Manuel Carrascalão, unter dem Schutz des Gouverneurs Mário Carrascalão in den 1980er Jahren hätte er die Möglichkeit dazu gehabt. Zudem habe Cavaterra sich freiwillig den UDT-Kämpfern angeschlossen und sei dann freiwillig in Dili geblieben. Auch wurde ihm zur Last gelegt, dass Cavaterra sich nicht seiner Frau auf dem Tanker angeschlossen hat.